# 1959 год в литературе
Список событий, связанный с литературой, произошедших в 1959 году.

## События
- Впервые появляется Астерикс, комический персонаж французских комиксов, впервые опубликованных в журнале «Пилот».
- Фрэнк Герберт приступает к созданию цикла романов «Дюна».
- Французский сценарист и драматург Марсель Ашар становится членом Французской академии.
- Роман Дэвида Герберта Лоуренса «Любовник леди Чаттерлей» (англ. Lady Chatterley’s Lover, 1928) впервые публикуется в США после тридцати лет запрета.
- На экраны выходит «История монахини», экранизация одноимённого бестселлера 1956 года Кэтрин С. Халми.

## Премии

### Международные
- Нобелевская премия по литературе — Сальваторе Квазимодо, «За лирическую поэзию, которая с классической живостью выражает трагический опыт нашего времени».
- Премия Хьюго — Джеймс Блиш, за роман «Дело совести» (англ. A Case of Conscience).

### Израиль
- Государственная премия Израиля, за литературу на иврите:
  - Самех Изхар;
  - Эзра Флейшер.

### Испания
- Премия Надаля — Ана Мария Матуте «Primera memoria»

### СССР
- Ленинская премия в области литературы:
  - Мухтар Ауэзов, за роман «Путь Абая»;
  - Александр Довженко, за литературный киносценарий «Поэма о море»;
  - Николай Погодин, за драматическую трилогию «Человек с ружьём», «Кремлёвские куранты», «Третья патетическая»

### США
- Пулитцеровская премия за художественную книгу — Роберт Льюис Тэйлор, «Путешествия Джэмми МакФитерса» (англ. The Travels of Jaimie McPheeters).
- Пулитцеровская премия за лучшую драму — Арчибальд Маклиш, «J.B.».
- Пулитцеровская премия за поэзию — Стэнли Куниц, «Избранные стихотворения 1928—1958 годов».

### Франция
- Гонкуровская премия — Андре Шварц-Барт, «Последний из праведников» (фр. Dernier des Justes)/
- Премия Медичи — Клод Мориак, «Le Dîner en ville».
- Премия Ренодо — Альбер Паль, «L’Expérience».
- Премия Фемина — Бернар Прива,« Под стеной» (фр. Au pied du mur).
- Премия Фенеона — Арман Гатти (пьеса «Чёрная рыба»).

## Книги

### Романы
- «Билли-лжец» (англ. Billy Liar) — роман Кейта Уотерхауса.
- «Голдфингер» (англ. Goldfinger) — роман Яна Флеминга.
- «Голый завтрак» англ. Naked Lunch) — роман Уильяма Берроуза.
- «Жестяной барабан» (нем. Die Blechtrommel) — роман Гюнтера Грасса.
- «Жизнь взаймы» (нем. Geborgtes Leben) — роман Эриха Марии Ремарка.
- «Звёздный десант» (англ. Starship Troopers) — роман Роберта Хайнлайна.
- «Кошка среди голубей» (англ. Cat Among the Pigeons) — роман Агаты Кристи.
- «Мартеро» (фр. Martereau) — роман Натали Саррот.
- «Поднятая целина» — второй том романа М. А. Шолохова.
- «Позолоченный век» (англ. The Gilded Age: A Tale of Today) — роман Марка Твена.
- «Покой нам только снится» — роман Вадима Собко.
- «Прекрасная свинарка, или Воспоминания экономической советницы Минны Карлссон-Кананен» (фин. Kaunis sikopaimen eli Talousneuvos Minna Karlsson-Kanasen muistelmia) —  роман Мартти Ларни.
- «Призрак дома на холме» (англ. The Haunting of Hill House) — роман Шерли Джексон.
- «Прощай, Коламбус» (англ. Goodbye, Columbus) — роман Филиппа Рота.
- «Психо» (англ. Psycho) — роман Роберта Блоха.
- «Пядь земли» — роман Григория Бакланова.
- «Сочиняйте сами / Смертельный плагиат» (англ. Plot It Yourself) — роман Рекса Стаута.
- «Сирены Титана» (англ. The Sirens of Titan) — роман Курта Воннегута.
- «Хендерсон, повелитель дождя» (англ. Henderson the Rain King ) — роман Сола Беллоу.
- «Эдем» (пол. Eden) — роман Станислава Лема.
- «Ярмарка в богадельне» (англ. The Poorhouse Fair) — роман Джона Апдайка.

### Повести
- «Алёша Перец в стране гомункулусов» — повесть Сергея Жемайтиса.

### Малая проза
- «Под солнцем» — сборник рассказов Юрия Трифонова.

- «Тайное оружие» (исп. Las armas secretas) — сборник рассказов Хулио Кортасара/

### Пьесы
- «Затворники Альтоны» (итал. I sequestrati di Altona) — пьеса Жана-Поля Сартра.
- «Иркутская история» — пьеса Алексея Арбузова.
- «Ночное небо» — пьеса Александра Гладкова.
- «Сладкоголосая птица юности» — пьеса Теннесси Уильямса.
- «Носорог» - пьеса французского драматурга Эжена Ионеско.

### Поэзия
- «О разных разностях». Стихи и рассказы Сергея Баруздина.
- «Мастера» — поэма Андрея Вознесенского.

### Публицистика
- «Милитаристская и индустриальная революция» (нем. Die militärische und die industrielle Revolution) — эссе Фрица Штернберга,
- «Последние девять дней Бисмарка» (англ. The Last Nine Days of the Bismarck) — книга Сесила Скотта Форестера.

## Родились
- 20 января — Роберт Сальваторе, американский писатель-фантаст.
- 2 февраля — Яри Терво, финский писатель и поэт.
- 24 февраля — Кэти Арнольди, американская писательница, бывшая культуристка.
- 24 февраля — Стефано Бортолусси (итал. Stefano Bortolussi), итальянский писатель, поэт и переводчик.
- 24 февраля — Мон Сантисо (исп. Mon Santiso), испанский и галисийский журналист, телеведущий и актёр.
- 24 февраля — Оуэн Глейберман, американский кинокритик.
- 5 марта — Марианна Цой, писательница, музыкальный продюсер, супруга рок-музыканта Виктора Цоя.
- 15 марта — Бен Окри, английский писатель, нигерийского происхождения.
- 18 марта — Люк Бессон, французский кинорежиссёр, писатель и сценарист, автор серии романов об Артуре.
- 16 июля — Александр Черницкий, писатель-публицист, автор более 30 книг для детей и взрослых.
- 10 августа — Вячеслав Иванович Дёгтев, писатель.
- 27 августа — Джанет Винтерсон, английская писательница
- 26 сентября — Илья Кормильцев, российский поэт, переводчик, музыкальный и литературный критик.
- 31 октября — Нил Стивенсон, американский писатель-фантаст.

## Умерли
- 7 января — Борис Лавренёв, русский писатель.
- 28 февраля — Максвелл Андерсон, американский драматург и теоретик театра (р. 1888).
- 8 марта – Бекир Сыткы Кунт – турецкий писатель (р. 1905).
- 17 марта –  Пеэт Валлак, эстонский и советский писатель.
- 22 марта — Ольга Книппер-Чехова, актриса, жена А. П. Чехова (р. 1868).
- 26 марта — Раймонд Чандлер, американский писатель, автор детективов (р. 1888).
- 17 апреля — Борис Ширяев, русский писатель, прозаик «второй волны» (р. 1887).
- 7 мая — Мохаммед Али Афраште, иранский прозаик и поэт (р. 1908).
- 20 мая — Альфред Шюц, австрийский социолог и философ (р. 1899).
- 7 июня — Пятрас Вайчюнас, литовский поэт и драматург.
- 23 июня — Борис Виан, французский прозаик, поэт, джазовый музыкант (р. 1920).
- 17 июля – Петер Эгге, норвежский писатель (род. 1869).
- Дашзэвэгийн Сэнгээ,  монгольский поэт, прозаик, драматург, либреттист, переводчик (р. 1918).